# Muraenichthys macrostomus
Muraenichthys macrostomus är en fiskart som beskrevs av Bleeker, 1864. Muraenichthys macrostomus ingår i släktet Muraenichthys och familjen Ophichthidae. Inga underarter finns listade i Catalogue of Life.